# Kurtschalojewski rajon
Der Kurtschalojewski rajon (russisch Курчалоевский район, tschetschenisch Курчалойн кӀошт) ist eine administrativ-territoriale Einheit und eine Gemeindeformation (Gemeindebezirk) in der Tschetschenischen Republik der Russischen Föderation.
Das Verwaltungszentrum ist die Stadt Kurtschaloi.

## Geographische Lage
Der Rajon liegt im östlichen Teil Tschetscheniens im Vorgebirge der Republik. Er grenzt im Westen an den Schalinski rajon, im Norden und Nordosten an den Gudermesski rajon, im Südosten an den Noschai-Jurtowski rajon und im Süden an den Wedenski rajon. Die Fläche des Rajons beträgt 417,86 km², seine Ausdehnung von West nach Ost etwa 35 km und in Nord-Süd-Richtung 30 km.

## Gliederung
Der Rajon umfasst eine Stadtgemeinde (gorodskoje posselenije), die Stadt Kurtschaloi, sowie 13 Landgemeinden (selskoje posselenije) mit insgesamt 20 Dörfern (Stand 1. Januar 2020). Die Landgemeinden sind (jeweils nur aus dem namensgebenden Dorf bestehend, sofern nicht anders angegeben):
- Achkintschu-Borsoi
- Achmat-Jurt
- Alleroi
- Batschi-Jurt
- Chidi-Chutor (mit Koren-Benoi)
- Dschigurty
- Enikali (mit Dschanchoi-Chutor)
- Geldagan
- Ilaschan-Jurt
- Jalchoi-Mochk (mit Belty und Ussum-Chutor)
- Mairtup
- Regita (mit Atschireschki, Dschaglargi, Niki-Chita)
- Zozin-Jurt

## Geschichte
Der Kurtschalojewski rajon wurde durch Dekret des Zentralen Exekutivkomitees der Tschetscheno-Inguschetischen ASSR am 23. Januar 1935 mit dem Verwaltungszentrum im namensgebenden Dorf Kurtschaloi gebildet. Anfangs umfasste der Rajon neun weitere Dörfer: Zozin-Jurt, Geldagan, Ilaschan-Jurt, Mairtup, Batschi-Jurt, Dschugurty, Zentoroi, Alleroi und Awtury. Mit dem Dekret des Präsidiums des Obersten Sowjets der UdSSR vom 7. März 1944 „Über die Liquidation der tschetschenisch-inguschischen ASSR und über die Verwaltungsstruktur ihres Territoriums“ wurde der nordwestliche Teil der Region Kurchaloyevsky in den Bezirk Grosny einbezogen, der durch dasselbe Dekret als Teil des Stawropol-Territoriums gebildet wurde, und der südöstliche Teil der Autonomen Sozialistischen Sowjetrepublik Dagestan mit der Umbenennung des Rajon Kurtschalojewski.
Auf Grundlage des Dekrets des Präsidiums des Obersten Sowjets der UdSSR vom 9. Januar 1957 „Über die Wiederherstellung der tschetschenisch-inguschischen ASSR innerhalb der RSFSR“ wurde der Shuragatsky Rajon aus der Autonomen Sozialistischen Sowjetrepublik Dagestan wieder in die Autonome Sozialistische Sowjetrepublik Tschetschenien-Inguschetien eingegliedert. Durch Dekret des Präsidiums des Obersten Sowjets der RSFSR vom 10. April 1957 wurde der Shuragatsky Rajon in Rajon Kurtschalojewski umbenannt, mit der Rückkehr in das regionale Zentrum Chkalovo, dessen früherer Name Kurchaloy war. Am 13. Mai 1961 wurde ein Teil des Territoriums des abgeschafften Rajons Sayasanovsky dem Rajon Kurchaloyevsky angegliedert.
Im Herbst 1962 wurde im Zusammenhang mit der Reform der administrativ-territorialen Struktur der UdSSR (Erweiterung der Bezirke) der Rajon Kurtschalojewski abgeschafft, wobei sein Gebiet in den Rajon Shalinsky aufgenommen wurde, wiederhergestellt durch das Dekret des Komitees des Nationalen Abkommens der Tschetschenischen Republik Nr. 382 vom 1. August 1995. Am 12. Mai 1996 verabschiedete der Oberste Sowjet der Tschetschenischen Republik, Nr. 33, die Resolution „Über die Wiederherstellung des ehemaligen Rajons Kurchaloyevsky“.
Der neu restaurierte Rajon Kurtschalojewski umfasste 13 Siedlungen aus der Noschai-Jurtowski-Region und 7 Siedlungen aus der Region Shali.
Am 1. Januar 2020 wurde das Gebiet der ländlichen Siedlung Ilskhan-Jurte vom Gudermessky Rajon in den Kurchaloyevsky Rajon verlegt.